# Осада Хофа
Осада Хофа — состоявшаяся в 1553 году в ходе Второй маркграфской войны осада объединённой армией союзников принадлежавший маркграфу Бранденбург-Кульмбаха Альбрехту II города Хоф, который был захвачен.

## Предыстория
Маркграф Брандербург-Кульмбаха Альбрехт II враждовал со своими соседями, включая княжества-епископства Вюрцбург, Бамберг и имперский город Нюрнберг, а также с более отдаленными епископствами и княжествами. После того, как вызвавшие вторую Шмалькальденскую войну религиозные вопросы были решены Пассауским договором, Альбрехт продолжил боевые действия.
После поражения ушедшей на север Германии в битве при Зиверсхаузене маркграфской армии война перешла на территорию его маркграфства.

## Осада
Город защищал капитан Кристоф фон Цедвиц. Одним из лидеров осаждающих был бургграф Мейсена Генрих IV фон Плауэн, который после осады назначил Георга Вольфа фон Коцау губернатором Хофа. Помимо городской стены, замок Хоф также был частью оборонительной системы.
Сестры монастыря Хоф под руководством аббатисы Амалии фон Хиршберг бежали в Хеб. Церковь Святого Лоренца была разграблена во время осады и сожжена. Сторожевая башня Хоф, хотя и не имевшая особого стратегического значения, сгорела. Служившая лагерем для осаждающих больничная церковь была обстреляна и разрушена войском маркграфа.

## Память
Осада города подробно описана историком Якобом Шлеммером. Есть гравюра на дереве нюрнбергского художника Ганса Глазера.
В Музее Хофера Bayerisches Vogtland хранится макет города во время осады На основе и в сотрудничестве с Deutsches Zinnfigurenmuseum в Плассенбурге в Кульмбахе выставлена диорама осады, а также часть солдатского снаряжения. В нескольких городских домах сорханились каменные ядра, в том числе в церкви Святого Михаила.